# Rădașcă
Rădașca (lat. Lucanus cervus), cunoscută și ca răgace sau caradașcă, este un gândac din familia Lucanidae. Rădașca se numără printre cei mai mari și remarcabili gândaci din Europa, fiind cel mai mare coleopter din România. Se poate întâlni în toate zonele majore de relief, chiar și la altitudini de până la 2000 de metri în sudul Europei. În România este o apariție obișnuită în special pe versanții însoriți ai dealurilor. Preferă pădurile de stejar ca habitat. Caracteristice sunt mandibulele mari și roșcate ale masculului, care seamănă cu coarne de cerb și pot fi mișcate ca un clește. La exemplare mari, lungimea coarnelor poate atinge aproape jumătate din lungimea totală a gândacului, care este 25 - 75 mm. Femelele sunt ceva mai mici decât masculii și nu au „coarne”. În schimb, au un „clește” mic de care se folosesc și pentru a accesa hrană. Rădașca poate zbura. La mascul, în zbor axul longitudinal al corpului este oblic, coarnele aratând în sus. Când nu zboară, aripile sunt acoperite. Larvele de rădașcă se hrănesc la început cu resturile vegetale din humus, apoi cu lemn mort sau în putrefacție, trăind în interiorul lui între 3 și 5 ani. Adultul trăiește însă doar din mai-iunie până în august-septembrie, hrănindu-se cu seva de la suprafața scoarței stejarilor și scurgeri naturale de pe alți arbori. 
Rădașca a fost votată Insecta anului în România și Republica Moldova în anul 2017, în urma unui chestionar online promovat de Societatea Lepidopterologică Română (SRL).

## Subspecii
Subspeciile cele mai cunoscute sunt:
- Lucanus cervus cervus

masculi: 35 - 92 mm, femele: 35 - 45 mm, răspândire: Europa de Est, Centrală și de Vest
- Lucanus cervus akbesianus

masculi: 50 - 100 mm, femele: 40 - 45 mm, răspândire: Siria, Turcia
- Lucanus cervus judaicus

masculi: 50 - 100 mm, femele: 40 - 50 mm, răspândire: Siria, Turcia
- Lucanus cervus turcicus

masculi: 35 - 75 mm, femele: 35 - 40 mm, răspândire: România, Bulgaria, Grecia, Turcia
În România, această subspecie se întâlnește în Dobrogea.

## Periclitare și protecție
În Europa Centrală și Sudică rădașca a devenit foarte rară. Asta se datorează nu atât colecționarilor de insecte, cât mai mult dispariției tot mai multor habitate, mai ales păduri de stejari, respectiv exploatării comerciale a pădurilor și îndepărtarea "lemnului mort" și a arborilor bătrâni.
Rădașca este prezentă ca specie protejată în anexa nr. III a Convenției privind conservarea vieții sălbatice și a habitatelor naturale din Europa, adoptată la Berna la 19 septembrie 1979, pe care România a ratificat-o în anul 1993.
Lucanus cervus este înregistrat și în Directiva de habitate a Uniunii Europene din 1992, care cere ca statele membre să desemneze regiuni speciale de conservare pentru speciile înregistrate. De asemenea, rădașca este trecută pe Lista Roșie a IUCN, ca fiind aproape amenințată cu dispariția(Near Threatened/NT).

## Rădașca în folclorul românesc
Este numită și boul-lui-Dumnezeu, bourel, cerb, buhai, cerbar, taur. Etnologul Romulus Antonescu observă asocierea cu boul, fiind în unele legende "metamorfoza boilor din turma Demiurgului sau a îngerilor care au refuzat să-l ajute pe sfântul Ilie". Asemenea boului, simbolizează puterea și fecunditatea.

## Galerie

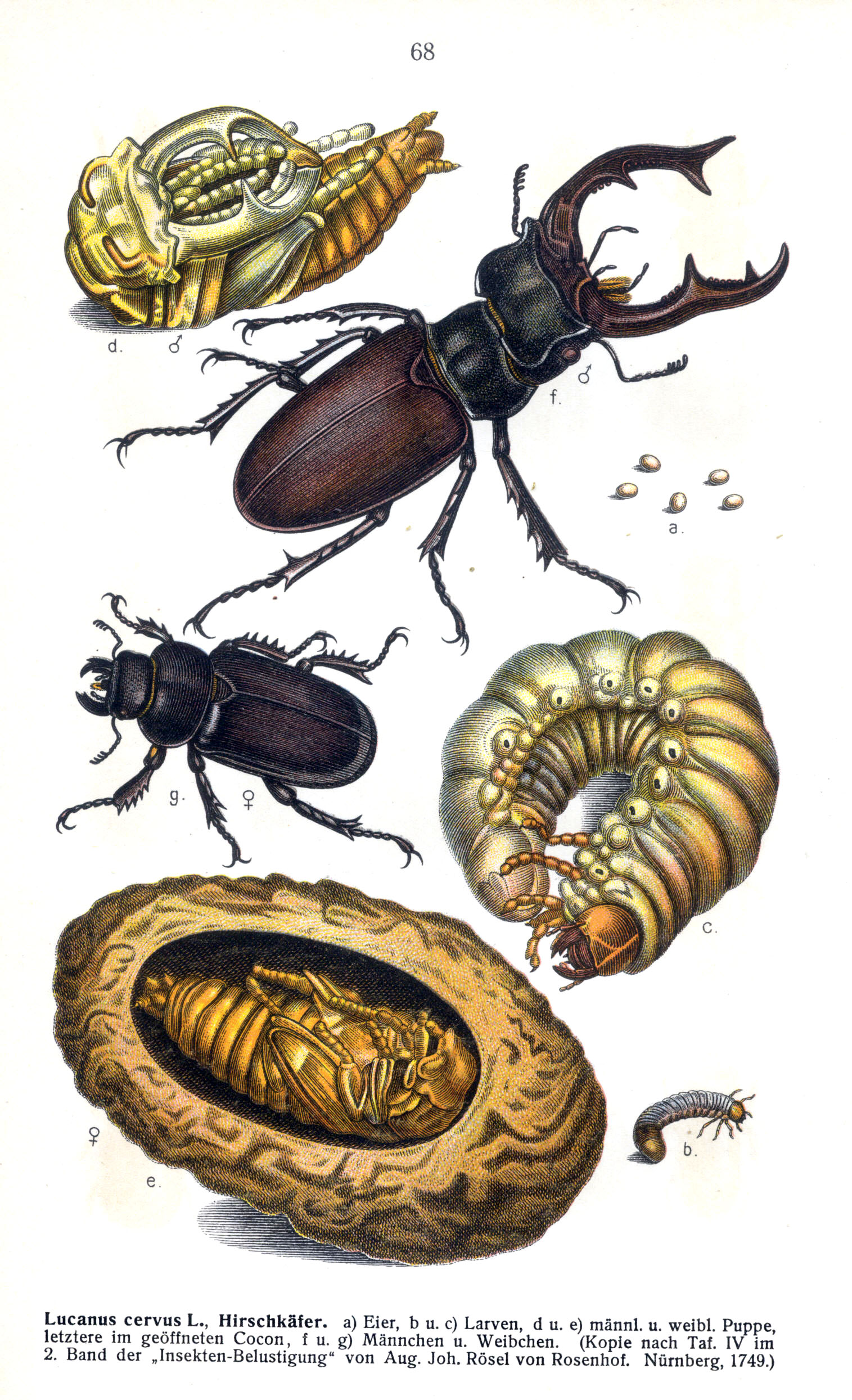
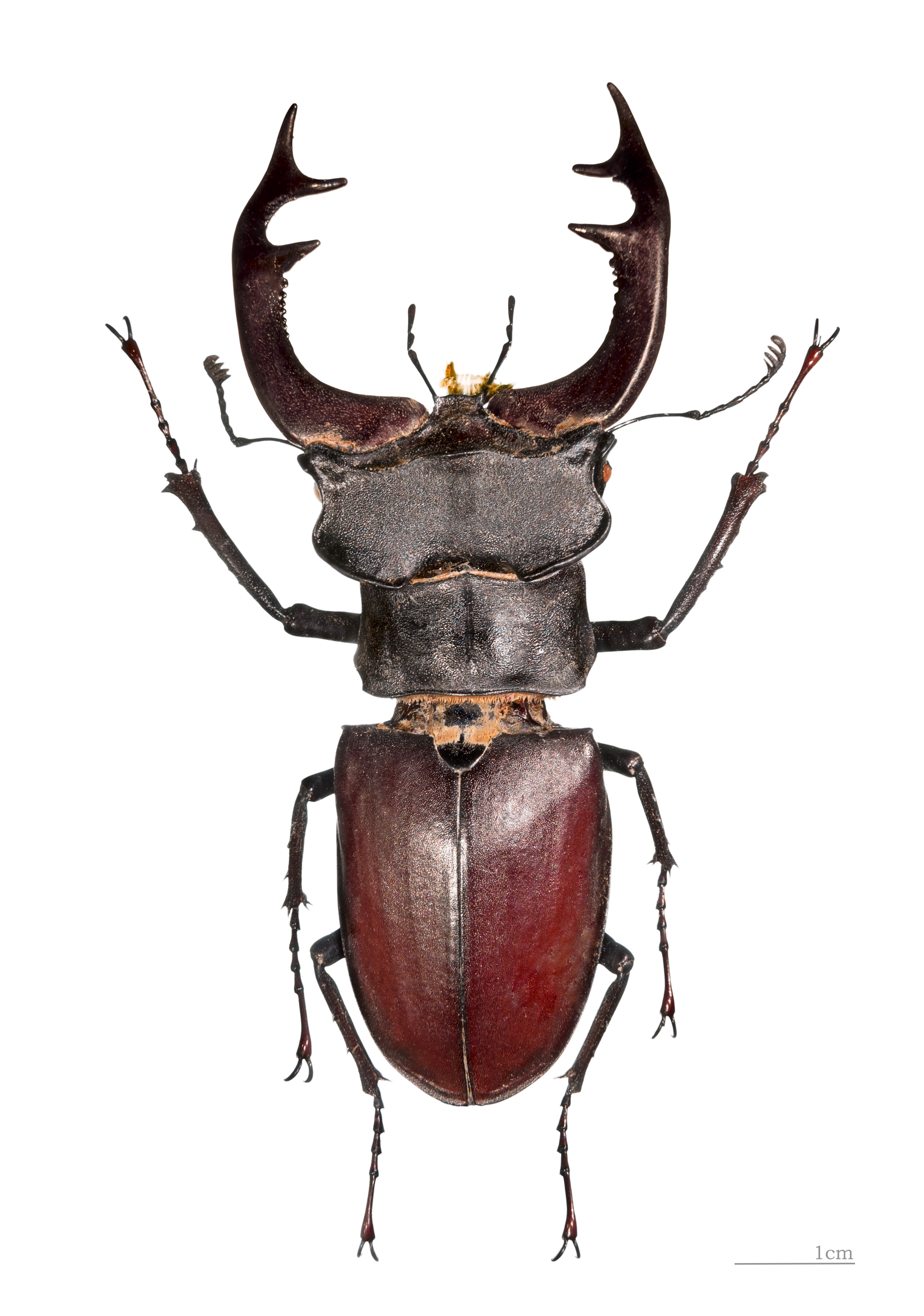
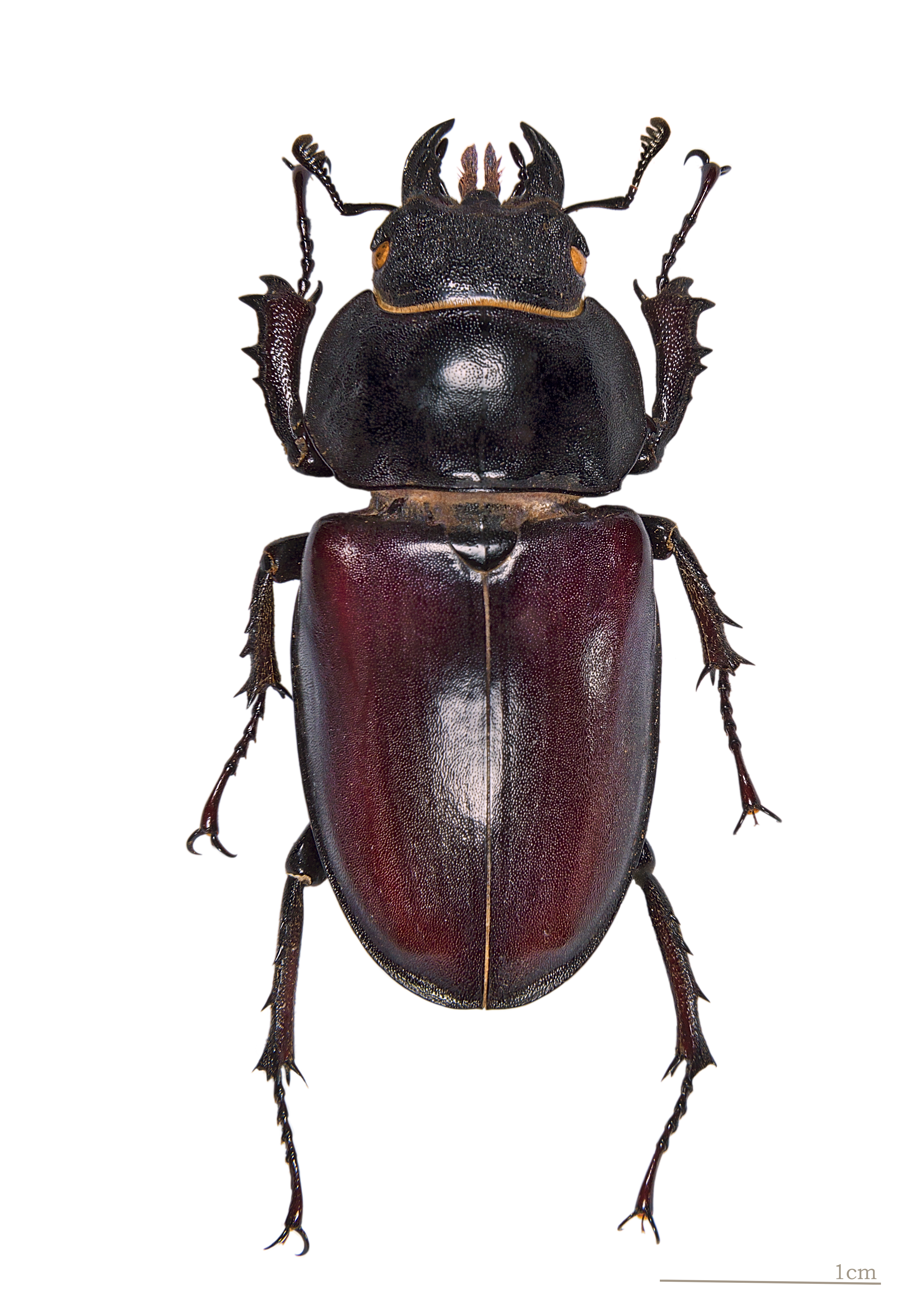
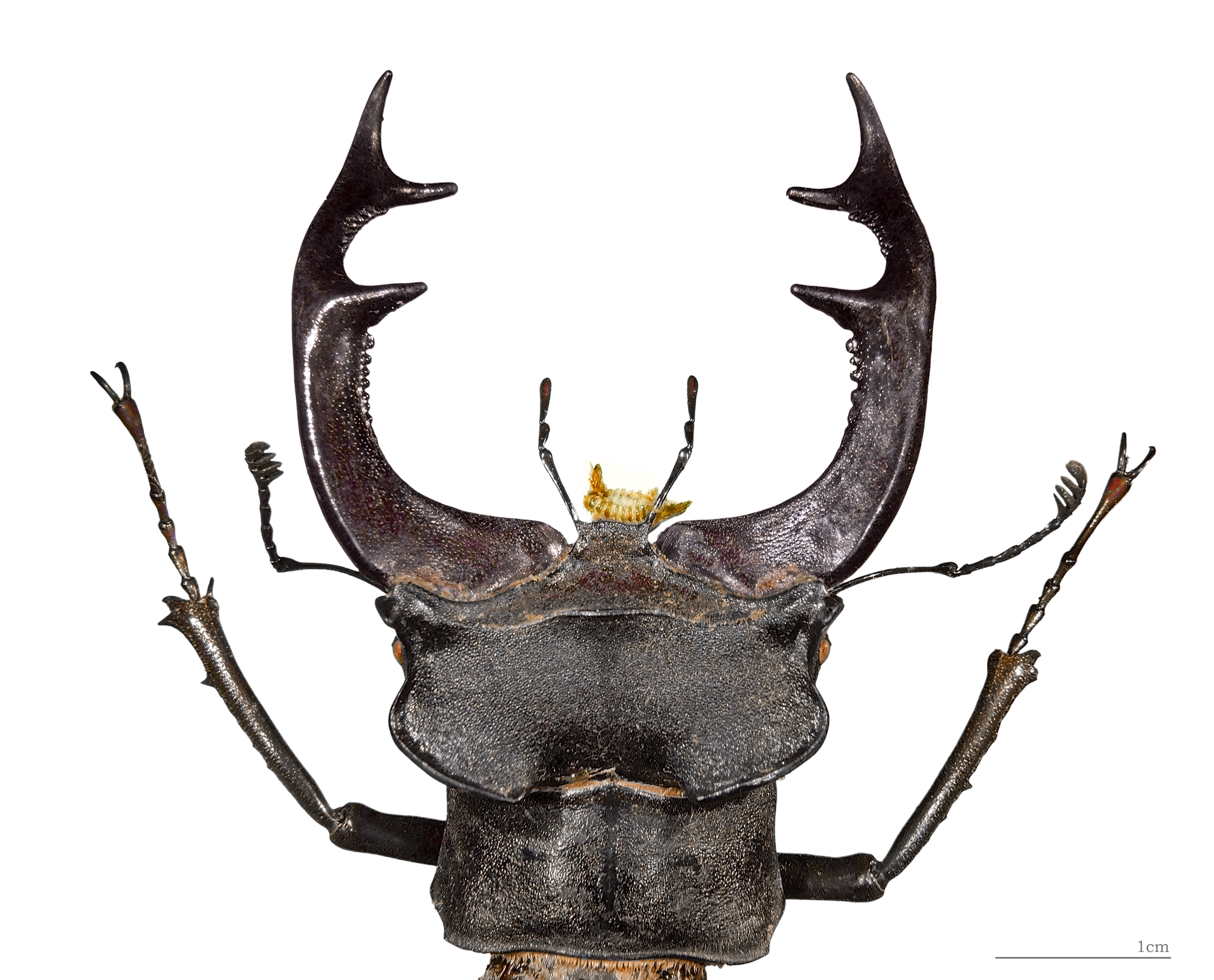

## Listă de referințe
1. 1 2  Timuș, Asea (2009). Entomologia între operete din natură si somități istorice. Editura Lumen. p. 188.
2. 1 2  Nieto, A. Mannerkoski, I., Pettersson, R., Mason, F., Méndez, M. & Schmidl J. „Lucanus cervus. The IUCN Red List of Threatened Species 2010”. Accesat în 9 mai 2020.
3. ↑  Z., L. (4 iunie 2019). „Rădașca, cel mai mare coleopter din fauna țării”. Lumea Satului. Accesat în 9 mai 2020.
4. ↑  Elena Drăghici, National Geographic. „Votează insecta anului în România”. Accesat în 9 mai 2020.
5. ↑  Parlamentul României. „Legea nr. 13 din 11 martie 1993 pentru aderarea Romaniei la Conventia privind conservarea vietii salbatice si a habitatelor naturale din Europa, adoptata la Berna la 19 septembrie 1979”. Arhivat din original la 24 aprilie 2016. Accesat în 9 mai 2020.
6. ↑  Dex Online. „rădașcă”. Accesat în 9 mai 2020.
7. ↑  Romulus Antonescu. „Dicționar de simboluri și credințe tradiționale românești” (PDF). Accesat în 9 mai 2020.